# 小杉勇二
小杉 勇二（こすぎ ゆうじ、1940年3月24日 - ）は、東京都出身の俳優。身長は165cm、体重は64kg。劇団民藝所属。劇団俳優座養成所12期生である。

## 出演

### テレビ

#### NHK
- 連続テレビ小説 / 純情きらり（2006年）

#### NTV系列
- 俺たちの朝 第46話「ふるさとと家出娘と焼きそこないのパン」（1977年10月30日） - スループ型ヨットのオーナー
- 太陽にほえろ!
  - 第294話「逮捕」（1978年） - 古屋の同僚
  - 第331話「新曲」（1978年） - 森川
  - 第672話「再会の時」（1985年） - 浅田の秘書
- 火曜サスペンス劇場 / 女検事・霞夕子 第9作「青い指」（1993年）

#### TBS系列
- 助け人走る 第28話「国替大精算」（1974年、松竹） - 加治俊八郎

#### テレビ朝日
- 土曜ワイド劇場
  - 愛と死の殺人航路（1994年）
  - 女弁護士 朝吹里矢子 第5作（1998年） - 裁判長
  - 隠蔽捜査 第1作「驚愕のもみ消し工作」（2007年）
- はぐれ刑事純情派 第14シリーズ 第11話「高級ブランドの女! 夫は小遣い250円!?」（2001年）
- 特捜戦隊デカレンジャー 第31話「プリンセス・トレーニング」（2004年） - トカーサ星人侍従ゴーチャ
- 世直し順庵!人情剣（2005年） - 近江屋喜助
- 相棒シリーズ
  - Season 11 第7話「幽霊屋敷」（2012年） - 屋敷政三郎 役
  - Season 12 第17話「ヒーロー」（2014年） - 栗原義男 役

### 映画
- 戦争と人間 第三部 完結篇（1973年）
- さらば映画の友よ インディアンサマー（1979年） - 和田
- アジアの瞳（1997年） - 黒兵衛
- 掟（2024年）[2]

### ラジオ
- みんな大好き!
- 青春アドベンチャー ハイファに戻って

### 舞台
- 研師源六 - 幸太 役
- ホームワーク - ハッサン 役
- 消えた人
- セールスマンの死
- 天使との二〇分
- 泰山木の木の下で
- その人を知らず - 人見 役
- 椿姫
- マツモトシスターズ
- 泰山木の木の下で
- 人形の家
- ガイジン
- 根岸庵律女
- 深川慕情
- 沖縄 - 踊る村人 役
- 壊れたガラス
- 火山灰地
- 待てば海路の…
- 十二月 下宿屋『四丁目ハウス』 - 道樹 役
- 掟[3]
- 記憶の危うさについて[4]